# Мочалов, Сергей Степанович
Сергей Степанович Мочалов (род. 16 апреля 1963 года, Красноярск) — российский тренер по лёгкой атлетике. Заслуженный тренер России (2012).

## Биография
Сергей Степанович Мочалов родился 16 апреля 1963 года в Красноярске. Начал заниматься лёгкой атлетикой в 13 лет. Специализировался в прыжках в высоту и беге с барьерами. Был чемпионом Красноярского края и призёром зональных соревнований.
После школы поступил в политехнический техникум, а затем — на лесоинженерный факультет технологического института. На четвертом курсе ему предложили работать тренером и в течение пятого курса он уже трудился в СДЮШОР по лёгкой атлетике ДСО «Зенит». Позже Мочалов заочно окончил техникум физической культуры. Женат, есть дочь Елена.
В 1989 году стал работать в СДЮШОР по легкой атлетике ГОРОНО администрации Красноярска. С 2012 года Сергей Степанович является старшим тренером по лёгкой атлетике в СКГАУ «Академия летних видов спорта».
За период тренерской работы им подготовлено множество спортсменов: Александр Меньков — чемпион мира в помещении 2012 года, чемпион Европы в помещении 2013 года; десять мастеров спорта СССР и России, среди них Виталий Карпов, Вячеслав Гусев, Александр Толмакаев, Владимир Кравченко, Алексей Вдовин, Андрей Юдин, Наталья Анциферова, которые входили в состав сборной команды России и неоднократно становились победителями и призёрами различных соревнований.

## Награды и звания
- Почётное звание «Заслуженный тренер России» (2012)[7].
- «Лучший тренер Европы» (2013) по версии Европейской ассоциации лёгкой атлетики[8].